# العبودية في الكاريبي البريطاني والفرنسي

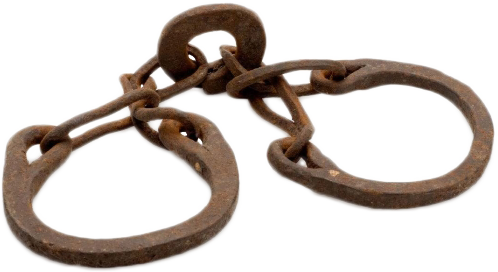

العبودية في الكاريبي البريطاني والفرنسي تعني العبودية في أجزاء كاريبية كانت خاضعة للإمبراطورية البريطانية أو الفرنسية.

## تاريخها

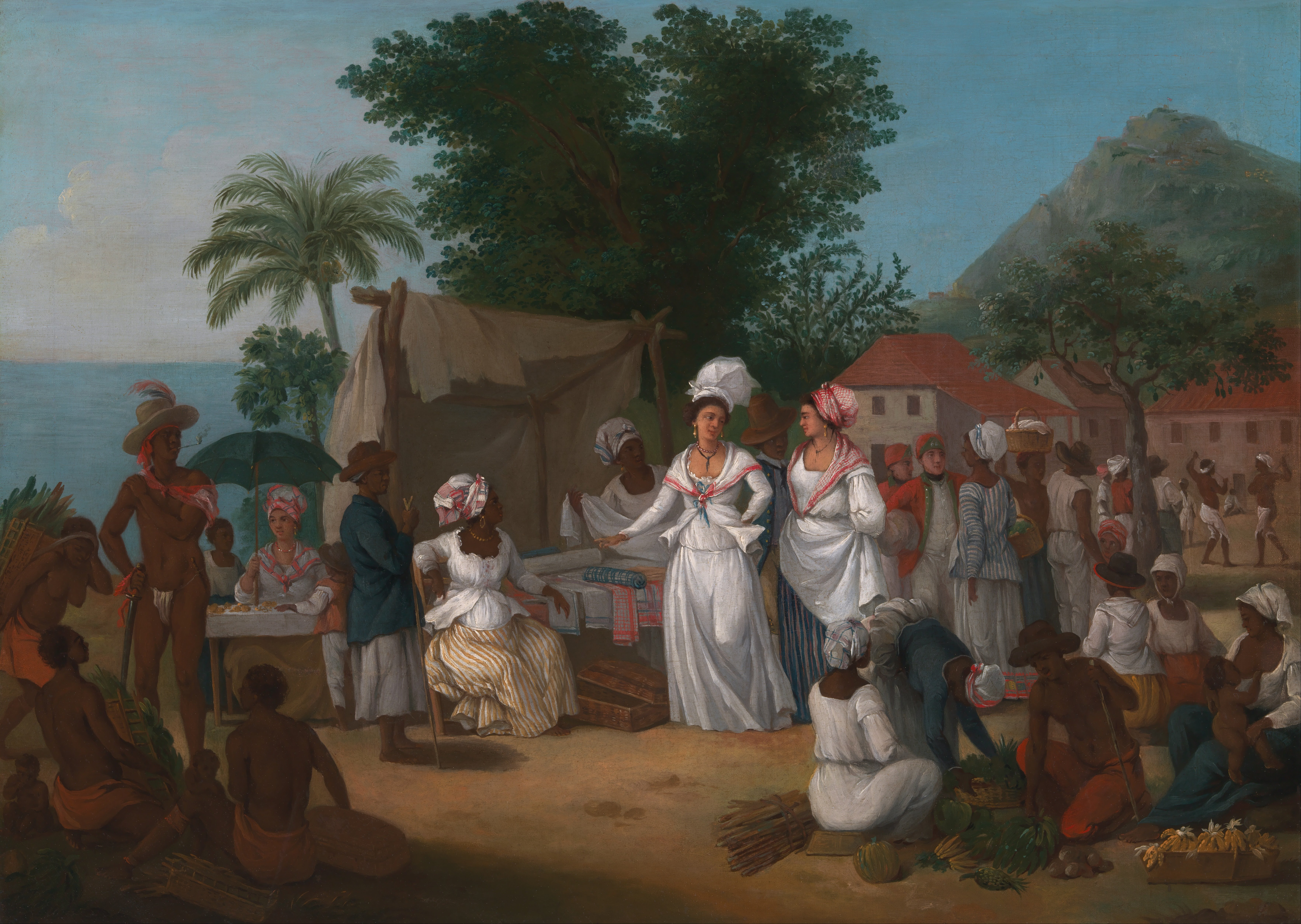
أغوستينو برونياس - سوق الكتان مع كشك الكتان وبائع الخضار في جزر الهند الغربية

استعمرت بريطانيا العظمى في منطقة الكاريبي: جزيرة سانت كيتس (1623) وباربادوس (1627) ثم جامايكا (1655). وصارت هذه المستعمرات الكاريبية مركزًا للثورة وتجارة العبيد لصالح الإمبراطورية البريطانية المتوسعة.

### التجارة الفرنسية
من 1778 بدأت فرنسا تستورد إلى جزر الأنتيل الفرنسية نحو 13,000 إفريقي لاستعبادهم. في فرنسا بين 1763 و1792 كان الاهتمام بالعبودية متمركزًا في: نانت، ولا روشيل، وبوردو، ولو هافر. ودافع المَعنيُّون بها عن تجارتهم ضد حركة تحرير 1789. كان تجار العبيد (بالفرنسية: négriers) تجارًا تخصصوا في تمويل شحْن الأسرى السود وتوجيههم إلى المستعمرات الكاريبية، التي كان معدل الوفيات فيها عاليًا، فكانت بحاجة مستمرة إلى إمدادات جديدة. تزاوجت عائلات تجار العبيد، وكان معظمهم بروتستانتيين. حصَّنتهم استهانتهم بالسود ومعاملتهم بتعالٍ من النقد الأخلاقي. عارضوا بشدة شمْل السود بـ«إعلان حقوق الإنسان» وتطبيقه عليهم. كانوا يَسخرون من العبيد بوصفهم أقذارًا همجًا، ومع هذا كثيرًا ما اتخذوا عشيقات سودًا. كانت الحكومة الفرنسية تدفع علاوة مقابل كل أسير يُباع إلى المستعمرات، فكانت التجارة مربحة ووطنية.

### النساء الكريوليّات في الكاريبي الفرنسي
النساء الكريوليات جزء أساسي من تاريخ العبودية في فرنسا والكاريبي الفرنسي، ولا سيما جزيرة مارتينيك. عندما كنَّ إماء، كان أسيادهن يُشبعون بهنّ رغباتهم الجنسية، نابِذِين الفرنسيات البيض. كانت المرأة المثالية حينئذ: أُمًّا بيضاء طاهرة، وهذا يفسر ميل كثير من تجار العبيد إلى النساء الكريوليات، فهُم بهذا ينبذون مسؤوليات الأبوة -وفق المعتقدات والتقاليد الفرنسية-. ذهب مؤلفون -منهم ترافرسي- إلى أن الغلطة غلطة النساء الكريوليات، لأنهن اللاتي أغوَيْن الرجال، فنبذوا الفرنسيات البيض المحترمات.

## لمحة عامة
في جزر الأنتيل الصغرى (تحديدًا: باربادوس، وسنات كيتس، وسانت فينسنت والغرينادين، وأنتيغوا، وغوادلوب، وسانت لوسيا، ودومينيكا) نشأت أول مجتمعات عبيد رئيسية في الكاريبي كله، فقد اتجهت تلك الجزر إلى العبودية بأواخر القرن السابع عشر، إذ تحول اقتصادها من التبغ إلى إنتاج السكر. بحلول منتصف القرن الثامن عشر صارت جامايكا البريطانية وسانت دومنغ الفرنسية (هايتي حاليًّا) أكبر مجتمعَيْن عُبوديَّين في المنطقة كلها، منافستَيْن البرازيل بوصفها وجهة للإفريقيين المستعبَدين.
كان معدل وفيات العبيد السود في تلك الجزر أعلى من معدل مواليدهم، فقد بلغ متوسط نسبة النقصان نحو 3% سنويًّا في جامايكا، و4% سنويًّا في الجزر الصغرى. فصَّلت مذكرات توماس ثيسلوود (أحد ملّاك العبيد) الجامايكيّ ما واجهه العبيد من عنف، وتُعد وثيقة تاريخية مهمة عن ظروف عبيد الكاريبي.
ساهمت العبودية قرونًا في جعل إنتاج قصب السكر صناعة اقتصادية. لم تكن التقنيات عالية طبعًا، فكان الإنتاج شاقًّا محتاجًا إلى جهد كثيف. في الوقت نفسه كان طلب السكر في ازدياد، ولا سيما في بريطانيا العظمى. سرعان ما بدأت مستعمرة سانت دومنغ الفرنسية تتفوق في الإنتاج على جميع الجزر البريطانية مجتمعة.

## العبودية الأنجلو-أمريكية
كان نظام العبودية الذي نشأ في جزر الأنتيل الصغرى ناتجًا عن ازدياد طلب السكر ومحاصيل أخرى. في النصف الأول من القرن السابع عشر قلَّل الإسبان وجودهم في الكاريبي، فتسنى للبريطانيين استيطان عدة جزر، قبل الاستحواذ على جامايكا في 1655. لحماية هذه الاستثمارات، عيّنت بريطانيا لاحقًا فرقة من البحرية الملكية في مدينة بورت رويال.
في 1640 بدأ الإنجليز إنتاج السكر بعون الهولنديين، فنشأ عن هذا «مجتمعات المَزارع» الأنجلو-أمريكية، التي أشرفت عليها جامايكا لاحقًا بعد اكتمال تطورها. وفي ذروة إنتاجها بين 1740 و1807، تلقت جامايكا وحدها 33% من إجمالي العبيد المستورَدين، للمحافظة على معدل الإنتاج. كانت تُزرع هناك محاصيل أخرى غير السكر، منها التبغ والقهوة -إلى جانب إنتاج المواشي-، وكل هذا باستعمال الرقيق. لكن كان السكر أبرز تلك المنتجات، بسبب: شعبيته الكبيرة حينئذ، وخطورة إنتاجه التي أودت بحيوات كثيرة.
كان لإنجلترا في الكاريبي عدة جُزر خاصة بالسكر (ولا سيما: جامايكا، وباربادوس، ونيفيس، وأنتيغوا) توفر نسبة إنتاجية ثابتة، وكان الإنتاج طبعًا قائمًا على العبيد. من النتائج المهمة لانتصار بريطانيا في حرب الخلافة الإسبانية (1702–1714): تضخُّم دورها في تجارة العبيد.